# Казимир I Куявский
Казимир I Куявский (пол. Kazimierz I kujawski; ок. 1211 — 14 декабря 1267) — один из польских князей периода феодальной раздробленности. Князь куявский (1233—1267), серадзский (1247—1259), ленчицкий (1247—1267) и добжинский (1248—1267).

## Биография
Казимир был вторым сыном князя мазовецкого Конрада I и русской княжны Агафьи Святославовны. Представитель мазовецкой линии династии Пястов.
В 1233 году, Казимир получил во владение от своего отца, князя Конрада I Мазовецкого, Куявскую землю. Столицей новообразованного Куявского княжества стал город Иновроцлав, получивший от Казимира магдебургское право в 1237 или 1238 году. Вероятно, в 1237 году он привез в Иновроцлав францисканцев, основавших здесь третий на польских землях (после Вроцлава и Кракова) монастырь этого ордена. . В 1238 году в Пишково он подписал мирное соглашение с Тевтонским орденом. 
В 1239 году владения Казимира были расширены за счет Лёндской каштелянии в Великой Польше, которую он получил от тогдашнего владельца Калиша Генриха II Набожного в качестве приданого за его дочь Констанцию, вторую жену Казимира I. В последующие годы он участвовал в активных действиях его отца против померельских князей, что принесло ему город Вышогруд.
31 августа 1247 года умер князь Конрад I Мазовецкий. В своем завещании он отдавал Мазовецкое княжество и Добжинскую землю старшему сыну Болеславу, а Серадз и Ленчицу младшему сыну Земовиту. Казимир, не получивший никаких новых земель, не захотел мириться с таким решением. Пока Болеслав и Земовит находились в Плоцке на похоронах отца, он вторгся в Серадз и Ленчицу и завладел ими. Болеславу пришлось выделить из своих владений оставшемуся ни с чем Земовиту город Черск с окрестностями.
Недовольные самоуправством Казимира, его старший и младший брат стали готовиться к войне. Однако, в самый разгар приготовлений неожиданно скончался Болеслав. Детей у него не было, и своим единственным наследником он назначил младшего брата Земовита.  Казимир опять не согласился с этим и, как и годом ранее, воспользовавшись неразберихой, вызванной неожиданной смертью Болеслава, напал на Добжинскую землю и завладел ею. Земовит не решился выступить против старшего брата и смирился с этой потерей, но отношения между братьями оказались испорченными навсегда.
В 1250-х годах Казимир I был занят обращением в христианство ятвягов и установлению с ними мирных отношений. Однако его планы не были поддержаны Тевтонским орденом, на стороне которого выступил папа Иннокентий IV. Причина конфликта с рыцарями была коммерческой – руководство Ордена стремилось монополизировать торговлю по Висле. После этого Казимир I обратился к рыцарям-тамплиерам, которые обосновались в Лукуве, за помощью в обеспечении безопасности северной границы своего княжества. Конфликт с тевтонами был урегулирован 28 декабря 1254 года, но нормализация отношений с тевтонскими рыцарями произошла только после заключения соглашения 12 февраля 1263 года, в котором обговаривались условия торговли. 
Новая проблема возникла для Казимира Куявского в 1258 году. Великопольский князь Болеслав Набожный вступил в союз с Вартиславом III, герцогом Померании-Деммина, и напал на Куявию, требуя возвращения  Лёндской каштелянии. По его мнению, эта территория в 1239 году была незаконно отторгнута Генрихом II Набожным от Великой Польши и передана его зятю. Экспедиция была успешной лишь частично, и поэтому в следующем году Болеслав Набожный организовал более мощную коалицию с участием князя-принцепса Польши Болеслава V Стыдливого, брата Казимира Земовита Мазовецкого и Романа Даниловича, князя Новогрудского. Эта экспедиция увенчалась полной победой, и 29 ноября 1259 года Казимир I был вынужден сдаться и пообещал уступить Лёнд Болеславу Набожному. Он также потерял Серадзское княжество, которое захватил его брат Земовит.
Несмотря на данное обещание, Казимир I отказался вернуть Лёнд, и это привело к повторной экспедиции коалиции в 1261 году. Теперь против Казимира выступил и его старший сын Лешек II Черный, потребовавший выделение себе самостоятельного владения, используя в качестве предлога для мятежа интриги своей мачехи Евфросиньи Опольской, стремившейся сделать наследниками Казимира I своих сыновей и даже пытавшейся отравить Лешека и его брата Земомысла. В результате Казимир I был вынужден вернуть Лёндскую каштелянию, а Лешек Черный получил Серадзское княжество, которое ему был вынужден отдать его дядя Земовит под нажимом других участников коалиции.
Князь Казимир I Куявский скончался 14 декабря 1267 года в Иновроцлаве и был похоронен во Влоцлавекском кафедральном соборе, не сохранившимся до наших дней – в 1329 году его разрушили тевтонские рыцари во время нападения на Куявию.

## Семья и дети
Князь Казимир I Куявский был трижды женат. Его первой женой была Ядвига (1218/1220 — после 1234), по мнению отдельных историков, дочь князя великопольского Владислава Одонича. . Детей в этом браке не было.
В 1239 году Казимир I вторично женился на Констанции Вроцлавской (1227—1257), дочери князя-принцепса Польши Генриха II Набожного. Дети от этого брака:
- Лешек II Черный (ок. 1241 — 1288), князь серадзский, ленчицкий, иновроцлавский и сандомирский, князь-принцепс Польши
- Земомысл (1245/1248 – 1287), князь иновроцлавский.

Между 1257 и 1259 годом в третий раз женился на Евфросинии Опольской (1228/1230 – 1292), дочери князя опольско-ратиборского Казимира. Дети от этого брака:
- Владислав Локетек (1260/1261 – 1333), князь бжесць-куявский, добжинский, серадзский, ленчицкий, иновроцлавский и сандомирский, князь-принцепс, а затем король Польши[1]
- Казимир II (1262/1265 – 1294), князь бжесць-куявский, добжинский и ленчицкий
- Земовит (ок. 1265 — 1312), князь бжесць-куявский и добжинский
- Евфимия (ок. 1265 — 1308), жена князя галицкого и волынского Юрия Львовича.